# Neolissochilus paucisquamatus
Neolissochilus paucisquamatus és una espècie de peix cipriniforme de la família dels ciprínids que es troba a Myanmar i Tailàndia.